# Georg Ludwig Jochum
Georg Ludwig Jochum (* 10. Dezember 1909 in Babenhausen; † 1. November 1970 in Mülheim an der Ruhr; manchmal auch Georg-Ludwig Jochum geschrieben) war ein deutscher Dirigent und Bruder von Otto und des bekannteren Eugen, mit dem er seine Verbundenheit zur Musik Anton Bruckners teilte.

## Leben
Der Sohn eines katholischen Lehrers, Organisten, Chorregenten und Leiters des Orchester- und Theatervereins studierte am Augsburger Leopold-Mozart-Konservatorium und in München an der Staatlichen Akademie der Tonkunst bei Joseph Pembaur, Siegmund von Hausegger und Joseph Haas. Schon 1932, mit 23 Jahren, wurde er zum Musikdirektor der Stadt Münster ernannt, trat dort im Städtischen Lortzing-Theater auf und leitete das Sinfonieorchester Münster. 1934 wechselte er als Erster Kapellmeister nach Frankfurt a. M., wo er in der Oper auftrat und die Museumskonzerte dirigierte. 1937 wurde er Städtischer Musikdirektor von Plauen und musikalischer Oberleiter des Stadttheaters Plauen. Am 24. Dezember 1937 beantragte er die Aufnahme in die NSDAP und wurde rückwirkend zum 1. Mai desselben Jahres aufgenommen (Mitgliedsnummer 5.794.680), im Januar 1941 aber wegen unterlassener Beitragszahlungen wieder gestrichen.
Von 1940 bis 1945 war er Generalmusikdirektor in Linz und Operndirigent am Stadttheater. Er leitete das Städtische Symphonieorchester, das er ab 1943 in Hitlers Auftrag zum „Reichs-Bruckner-Orchester“ des Großdeutschen Rundfunks umformte und mit dem er im April 1944 anlässlich eines Konzertes zu Hitlers Geburtstag debütierte. Mit diesem Orchester gestaltete er dann auch die Bruckner-Feste in St. Florian.
Nach dem Krieg kurzfristig auf den „Schwarzen Listen“ der Besatzungsmächte, wurde er 1946 auf Lebenszeit Generalmusikdirektor der Duisburger Sinfoniker, mit denen er in der Mercatorhalle bis zu seinem Übertritt in den Ruhestand 1968 konzertierte und die er zu einem brillanten und profilstarken Klangkörper formte. Am Theater Duisburg trat er mit der Deutschen Oper am Rhein auf und war bis 1958 Leiter des Duisburger Konservatoriums.
1948–50 dirigierte er daneben die Bamberger Symphoniker, Anfang der 1950er Jahre leitete er auch das RIAS-Symphonie-Orchester in Berlin; Gastauftritte führten ihn durch Europa, nach Japan und Südamerika.